# 42기 국수전
42기 국수전은 한국기원 소속 전문기사들이 참가하여 동아일보가 주최하는 국내 바둑 기전이다. 도전5번기 에서는 도전자 조훈현 九단이 국수 이창호 九단을 2대 0으로 꺾고 완봉승하며 우승하며 5년만에 국수 탈환하며 통산 15회 우승을 차지했다.

## 출전 기사 명단
- 본선 시드 :
- 예선 통과자 :

## 대진표

### 도전 5번기
| 결승전 |                      |   |  |  |  |  |
|        |                      |   |  |  |  |  |
|        |                      |   |  |  |  |  |
|        | 이창호 九단 (국수)   | 0 |  |  |  |  |
|        | 조훈현 九단 (도전자) | 2 |  |  |  |  |

## 대국 결과
| 대진         | 연도   | 대국일자  | 승자        | 패자        | 결과             | 기보 |
| ------------ | ------ | --------- | ----------- | ----------- | ---------------- | ---- |
| 승자 결승    | 1998년 | 9월 24일  | 조훈현 九단 | 최규병 八단 | 159수 흑 불계승  |      |
| 패자 결승    | 1998년 | 9월 28일  | 최규병 八단 | 김승준 六단 | 186수 백 불계승  |      |
| 도전자결정전 | 1998년 | 10월 1일  | 조훈현 九단 | 최규병 八단 | 226수 백 1집반승 |      |
| 도전 1국     | 1998년 | 10월 17일 | 조훈현 九단 | 이창호 九단 | 258수 백 1집반승 |      |
| 도전 2국     | 1998년 | 11월 17일 | 조훈현 九단 | 이창호 九단 | 159수 흑 불계승  |      |
| 도전 3국     | 1998년 | 월 일     |             |             |                  |      |

## 특이사항
- 조훈현 九단 5년만에 국수 탈환, 통산 15회 우승
- IMF 한파로 대회 기전 규모 축소, 도전자 결정전 3번기에서 단판승부, 도전 5번기에서 도전 3번기로 변경함
- 시상식은 1999년 1월 아마국수전과 함께 거행되어 우승자 조훈현 九단 1,000만원, 준우승자 이창호 九단이 300만원을 받았다.